# Ричард де Клер, 6-й граф Глостер
Ричард де Клер (англ. Richard de Clare; 4 августа 1222 — 15 июля 1262) — 5/6-й граф Хартфорд, 2/6-й граф Глостер и 8-й барон Клер с 1230 года, сын Гилберта де Клера, 4-го графа Хартфорда и 1-го графа Глостера, и Изабеллы Маршал.
Ричард был одним из самых богатых и влиятельных английских баронов своего времени. Он существенно расширил владения в Англии, Уэльсе и Ирландии, заложив основы для могущества рода. В Валлийской марке он смог добиться доминирующего положения. Ричард входил в близкое окружение короля и его брата, Ричарда Корнуольского, который приходился ему отчимом.
В 1258—1262 годах Ричард принимал активное участие в баронском восстании против короля Генриха III, несколько раз меняя сторону. Он умер в разгар восстания летом 1262 года.

## Биография

### Молодые годы
Ричард родился 4 августа 1222 года. Он был старшим из трёх сыновей Гилберта де Клера, 4-го графа Хартфорда и 1-го графа Глостера.
Его отец умер в 1230 году. Ричарду в это время было всего 8 лет. Из-за богатства наследника опека над ним была очень важным политическим вопросом, к которому острый интерес проявил юстициарий Хьюберт де Бург, 1-й граф Кент, который был одним из самых влиятельных аристократов при английском дворе. Используя своё положение при короле Генрихе III, Хьюберт добился своего назначения опекуном Ричарда. Мать Ричарда, Изабелла Маршал, в 1231 году вышла замуж вторично — за Ричарда Корнуольского, младшего брата короля.
После падения Хьюберта де Бурга в 1232 году король передал опеку над Ричардом своим новым фаворитам — Пьеру де Рошу, епископу Уинчестерскому, и его племяннику Пьеру де Рево.
Жена Хьюберта де Бурга, Маргарита Шотландская, желая спасти семейное состояние, тайно женила Ричарда на своей дочери Маргарет. О браке стало известно только в 1236 году. Поскольку король не давал разрешения на него, брак, который реализован так и не был, был расторгнут или прекращён из-за смерти Маргарет в 1237 году. При этом Хьюберту де Бургу пришлось доказывать, что брак был заключён его женой без его ведома.
В 1234 году произошла новая смена опекуна. Пьер де Рош и Пьер де Рево попали в немилость к королю, который в итоге оставил опеку в своих руках, хотя и передал управление над некоторыми из владений Клеров Гилберту Маршалу, 4-му графу Пембрук, брату матери Ричарда. Став опекуном, король стал подыскивать для Ричарда жену. Сначала рассматривалась кандидатура представительницы дома Лузиньянов, из которого происходили дети Изабеллы Ангулемской (матери короля) от второго брака, однако брак не состоялся. А в 1238 году Ричарда женили на Мод де Ласи, дочери Джона де Ласи, 1-го графа Линкольна. Возможно, что толчок к данному браку дал брат короля Ричард Корнуольский, женатый на матери Ричарда. Несмотря на вступление в брак, Ричард продолжал оставаться под королевской опекой до 1243 года, когда он был признан совершеннолетним и принёс оммаж за свои владения.

### Владения Ричарда
Наследство Клеров, которое досталось Ричарду, включало огромные владения, разбросанные по всей Англии и Уэльсу. Помимо двух графских титулов, в состав доставшихся ему земель входили поместья в Глостершире, Клере, Тонбридже и Сент-Хилари, половина наследия Жиффаров, а также две баронии в Гламоргане и Гуинллуге в Южном Уэльсе.
После смерти последнего представителя дома Маршалов его наследство было разделено между потомками рода по женской линии. Ричард как наследник Изабеллы Маршал в 1246—1247 годах получил важную баронию Аск в Марке и владение в Ирландии — Килкенни.
В 1258 и 1259 годах Ричард путём сложных покупок и обменов смог получить две трети баронства Соуто Ловето в Хантингдоншире, а также ряд прибыльных владений в Дорсете. К этому времени ежегодный доход Ричарда составлял около 4000 фунтов. Благодаря этому, а также количеству и стратегическому расположению владений Ричард был самым богатым и потенциально наиболее влиятельным бароном в Англии наряду с членами королевской семьи.

### Укрепление власти в своих владениях
Основными целями политической деятельности Ричарда были укрепление власти в своих владениях, особенно в Валлийской марке, где его владения находились под постоянной угрозой со стороны валлийских правителей, а также расширение этой власти на национальном уровне во время раннего периода движения за баронскую реформу, начавшегося в 1258 году.
Первоначально Ричард сосредоточил свои усилия на упрочнении власти в личных владениях. На основании дошедших до нашего времени источников можно сделать вывод, что ему удалось бюрократизировать управление английскими владениями, объединяя их в административные и фискальные единицы. Центром владений для юго-восточных и юго-западных владений стали Клер и Тьюксбери соответственно. Также он установил эффективный контроль над своими ирландскими владениями в Килкенни, которые посещал дважды — ненадолго в 1247 году и достаточно продолжительно в 1253 году. В результате его административных реформ его владения управлялись достаточно эффективно и контролировались периодически посещающими их чиновниками из его собственного домашнего хозяйства.
Однако наибольшую сложность для него представляли баронии, располагавшиеся в Валлийской марке. Расширять владения в Валлийской марке начал ещё отец Ричарда в 1220-е годы. И именно владения в марке были главными объектами интересов Ричарда, поскольку благодаря им он мог реализовать свои амбиции. Поместье Кардифф и замок Клер были главными центрами, обеспечивавшими власть Клеров в данном регионе в XIII веке. Уже в 1240—1242 годах Ричард неофициально вступил во владение Гламорганом и Гуинллугом, которые в 1230-е годы находились под управлением Лливелина ап Йорверта, правителя Гвинеда. Для упрочнения власти над этими владениями Ричард начал агрессивно выступать против местных правителей. Наибольшую опасность для него представляли правители Авана, Мейсгина, Глинронты и Сенгхенита, а также Ричард Сивард, лорд Лланблетиана. Замок Клер обладал важным стратегическим значением, из него он проводил короткие военные походы, сочетая их с судебными процедурами. В итоге Ричарду удалось устранить угрозу со стороны соседей. Хотя Ричард Сивард попытался бросить вызов квазикоролевской власти Ричарда де Клера в регионе, обратившись в 1247 году к королю, но результата не добился. В итоге Ричард де Клер к концу 1240-х годов добился того, что его власть в марке стала неоспорима. Только десятилетие спустя валлийские правители смогли объединиться вокруг Лливелина ап Грифида и бросить вызов Ричарду.
Обретённая власть в Валлийской марке стала базой для выдвижения Ричарда в английскую политику в 1258 году. До этого времени в английской политике Ричард был не особенно заметен. Он входил в окружение своего отчима, герцога Ричарда Корнуольского. В 1242 и 1250 годах Ричард де Клер сопровождал отчима в поездках на континент, в 1256—1257 годах он был посланником от имени герцога в Германию для выбора того римским королём. В 1247 году Ричард совершил паломничество к часовне святого Эдмунда Кентерберийского в Понтиньи, а в 1250 — в Сантьяго-де-Компостелу.
В 1254 году Ричард сопровождал короля Генриха III во Францию, после чего отправился в Бургос, где в октябре был заключён брак принца Эдуарда, наследника престола, с Элеонорой Кастильской.
В 1240-х и 1250-х годах Ричард неоднократно принимал участие в различных рыцарских турнирах во Франции, нередко к нему присоединялся младший брат Уильям. Участие в некоторых турнирах Ричард совмещал с другими мероприятиями. Большая часть поездок, включая длительное пребывание в Ирландии в 1253 году, пришлась на период с 1248 по 1257 год, когда власть Ричарда в Валлийской марке была неоспорима. Но в 1258 году королю Гвинеда Лливелину ап Грифиду удалось заставить валлийских лордов признать свою власть, заняв доминирующее положение в Уэльсе, после чего возобновились набеги валлийцев на английские владения, в том числе и на владения Ричарда. Кроме того, в это же время возникло баронское движение за реформу.
В 1252 году Ричард женил старшего сына на племяннице короля Алисе де Лузиньян, дочери Гуго XI де Лузиньяна. За это он был вынужден заплатить большой штраф.

### Баронское восстание
Участие Ричарда в баронском движении за реформы было не всегда последовательно, однако он до своей ранней смерти играл в нём важную роль вне зависимости от того, на какой стороне выступал. Связи Ричарда с королевской семьёй объясняют его осторожность и консерватизм, однако тот факт, что он не был удовлетворён политикой короля, периодически приводил его в стан противников короля.
Ричард был очень недоволен тем, что король отказался от решительных действий против Лливелина ап Грифида, представлявшего угрозу для его владений. Это привело к союзу графа Глостера с Симоном де Монфором, графом Лестером, и Роджером Биго, графом Норфолком, с которыми он в апреле 1258 года договорился о взаимной поддержке. В июне того же года он участвовал в заседании парламента в Оксфорде, получившем название «Безумного», где король был вынужден принять так называемые «Оксфордские провизии» — условия, выдвинутые баронами.
Однако вскоре Ричард начал испытывать недоверие к Симону де Монфору. Кроме того, угроза нападения Лливелина ап Грифида в 1259 и 1260 годах не осуществилась. При этом в 1260 году произошла ссора Ричарда с Симоном де Монфором, которая чуть не переросла в вооружённый конфликт, но Ричарду Корнуольскому удалось примирить стороны. Убедившись, что участие в баронском движении бессмысленно, Ричард перешёл на сторону короля. После этого он несколько раз менял стороны. Весной 1261 года граф Глостер, недовольный политикой короля, снова присоединился к Монфору, призывая к арбитражу короля Франции Людовика IX, но осенью он вновь оказался на стороне короля.
В конце 1261 года Ричард, судя по всему, заболел. В пользу этого свидетельствует тот факт, что он не предпринимал в это время активных действий, пассивно поддерживая короля. Он умер 15 июля 1262 года в Эшемерфилде (около Кентербери). Причина смерти неизвестна. Его тело захоронили 28 июля в аббатстве Тьюксбери.
Некоторые хроники сообщают, что ходили слухи об отравлении Ричарда, однако хроника аббатства Тьюксбери, которая является самым ценным источником по семейной истории Клеров, молчит об этом, что может служить доказательством того, что слухи не обоснованы, вероятнее всего, причины смерти Ричарда были естественными. При этом есть сообщения о попытке отравления Ричарда в 1258 году. Причиной называется месть за участие в баронского движения за реформу. Организатором назывался Уильям де Валенс, граф Пембрук, дядя короля, который подговорил сенешаля замка Клер Уолтера де Скотени. В итоге сенешаль был повешен. Однако обстоятельства заговора против Ричарда 1258 года остаются неизвестными.
Наследовал Ричарду его старший сын Гилберт Рыжий.

## Брак и дети
1-я жена: с 1232 (тайный брак, расторгнут) Маргарет (Маготта) де Бург (1223 — ноябрь 1237), дочь Хьюберта де Бурга, 1-го графа Кента, и Маргариты Шотландской. Детей от этого брака не было.
2-я жена: с 25 января 1238 или позже Матильда (Мод) де Ласи (ум. ок. 1287/1289), дочь Джона де Ласи, 1-го графа Линкольна, и Маргарет Квинси. Дети:
- Изабелла де Клер (1240 — до 1271); муж: с июня 1258 Гильом VII (ум. 8 февраля 1292), маркиз Монферрато в 1253/1255—1290
- Гилберт Рыжий де Клер (2 сентября 1243 — 7 декабря 1295), 6/7-й граф Хартфорд, 3/6-й граф Глостер и 9-й барон Клер с 1262
- Томас де Клер (ок. 1245/1246 — 29 августа 1287), барон Томонд с 1276, канцлер Ирландии
- Бого де Клер (21 июля 1248—1294), канцлер Лландафа
- Маргарет де Клер (1250 — до 16 сентября 1312 или февраль 1313); муж: с 6 октября 1272 (развод в 1293/1294) Эдмунд (26 декабря 1249 — 24/25 сентября или 1 октября 1300), 2-й граф Корнуолл с 1272
- Рохеза де Клер (17 октября или ок. 25 декабря 1252 — после 1316); муж: с 1270 Роджер де Моубрей (ум. до 1 ноября 1297), 1-й барон Моубрей с 1295
- Эглантина де Клер (род. и ум. в 1257)